# 大韩航空803号班机空难
大韩航空803号班机空难是发生在1989年7月27日的一次空难。这次空难导致72人遇难。

## 失事经过
1989年7月27日，大韩航空803号班机从韩国汉城（今首尔）金浦国际机场起飞，途中经停泰国曼谷廊曼机场、沙特阿拉伯的吉达后抵达利比亚的黎波里国际机场。
下午2时30分（韩国时间），因机师试图在当地恶劣的天气中着陆而导致飞机坠毁，机上182名乘客和18名机组人员中72人遇难。当时乘坐这次航班的乘客大部分是在中东、非洲等地区工作的现代建设、大宇建设、东亚建设公司的劳务人员。

## 失事客機資料

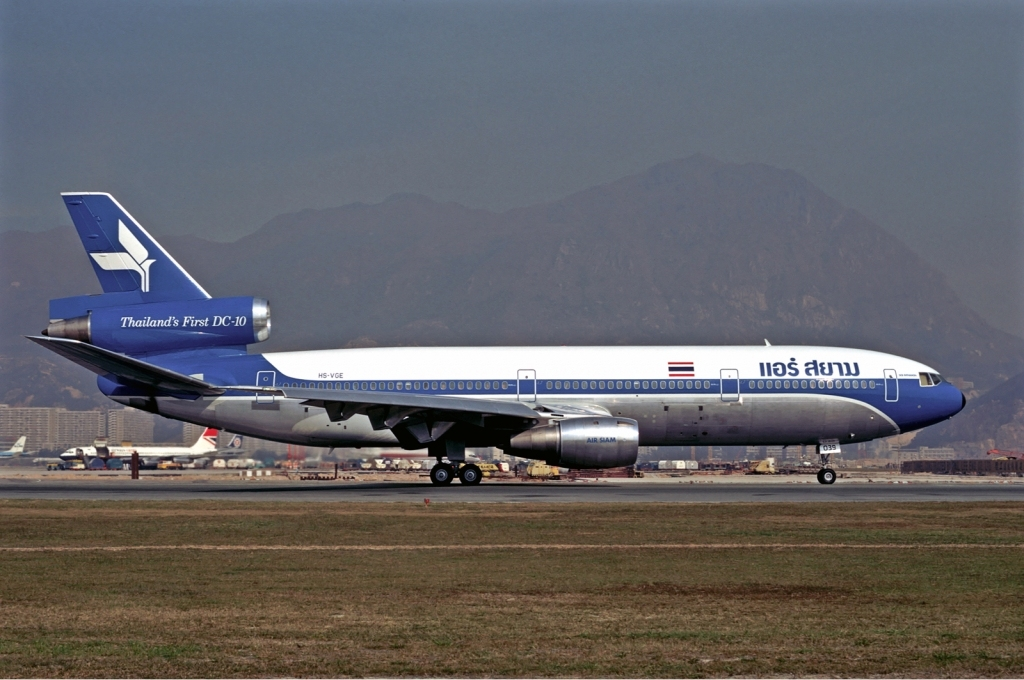
失事客機服役于暹羅航空時在啟德機場

失事的DC-10於1973年生產，生產線編號為125，使用通用电气CF6-50C2引擎，最初交付給暹羅航空（Air Siam），編號為HS-VGE，1977年轉售大韓航空。

## 事故原因
当时的黎波里国际机场被大雾所笼罩，能见度仅有30-240米，同时27号跑道的ILS系统并未开启。机组人员没有仔细分析气象数据，导致飞机在降落至27号跑道之前下滑道过低而坠毁。

## 乘客国籍统计
当时大韩航空公开182名及18名机组人员的名单，其中包括7名利比亚人和3名日本人。
| 国籍   | 乘客 | 机组人员 | 总计 |
| ------ | ---- | -------- | ---- |
|        | 172  | 18       | 190  |
| 利比亞 | 7    | 0        | 7    |
| 日本   | 3    | 0        | 3    |
| 总计   | 182  | 18       | 200  |

在172名韩国乘客中，其中140人为中东、非洲等地区工作的劳务人员。
大宇建设：71名
东亚建设公司：64名
现代建设：5名 